# Mariana Mazzucato
Mariana Mazzucato (Rome, 16 juni 1968) is een Italiaans-Amerikaans econoom. Zij is hoogleraar Economics of Innovation & Public Value aan University College London. Daarnaast is zij auteur van The Entrepeneurial State: Debunking Public vs. Private Sector Myths (2013) en The Value of Everything: Making and Taking in the Global Economy (2018). Ze stelt in haar onderzoek de aanname van een logge staat tegenover een creatieve en risiconemende private sector ter discussie. In 2021 verscheen Mission Economics: A Moonshot Guide to Changing Capitalism. In februari 2023 verscheen van haar: The Big Con - How the Consulting Industry Weakens our Businesses, Infantilizes our Governments and Warps our Economies.

## Biografie
De Italiaanse ouders van Mazzucato verhuisden toen zij vier was naar de VS, omdat haar vader een positie kreeg aangeboden aan Princeton University als natuurkundige. In het jaar 2000 keerde ze definitief terug naar Europa. Ze deed een Bachelor in geschiedenis en internationale betrekkingen aan de Tuftsuniversiteit en haar Master- en PhD-studie in de economie aan The New School.

## Onderzoek
Met haar empirische werk focuste ze zich op de auto-industrie, de computerindustrie, de farmaceutische industrie en biotechnologie. Ze toonde aan dat grotere prijsvolatiliteit van aandelen en radicale innovatie in een industrietak of bedrijf positief aan elkaar zijn gecorreleerd.
In haar boek The Entrepreneurial state: debunking public vs. private sector myths (2013) laat ze zien dat de overheid een veel grotere rol speelt bij innovaties dan vaak wordt gezegd. Als voorbeeld wordt de iPhone genoemd, waarvoor de belangrijkste techniek (GPS, Internet, Siri en het touchscreen) allemaal uitvindingen zijn die door de overheid zijn gefaciliteerd. Ze argumenteert dat overheden veel innovatie-investeringen doen zonder bij succes hiervan de vruchten te plukken. Theoretisch zou een overheid de vruchten van innovatiebeleid moeten terugverdienen door middel van belasting, maar door belastingontwijking van grote bedrijven valt dit vaak tegen.
Niet alleen ziet ze een oneerlijke verdeling van winsten uit riskante ondernemingen tussen de overheid en de private sector, maar ook een oneerlijke verdeling binnen de private sector.
In haar boek Mission Economy, vertaald als Moonshot, beschrijft ze hoe de huidige economie vraagt om missiegedreven oplossingen, en daarbij een actievere rol van overheid. Ze vergelijkt de huidige aanpak van klimaatverandering, waterverdeling en mobiliteit met de Apollomissie naar de maan in 1969. Er is een andere vorm van kapitalisme nodig, is haar redenering, het oude kapitalistische model voldoet niet meer.
In het boek De consultancy industrie (2023, samen met Rosie Collington) wordt de sector van de adviesbureaus kritisch tegen het licht gehouden: De adviesbureaus wekken ten onrechte de indruk objectieve expertise aan te bieden. Heel veel belastinggeld vloeit naar de adviessector, maar de toegevoegde waarde is twijfelachtig.

## Vertaalde werken
| Jaar (origineel) | Titel (origineel)         | Titel vertaling (Nederlands) | Jaar (vertaling) | Uitgever (vertaling)       | ISBN (vertaling)   | Vertaler                 |
| ---------------- | ------------------------- | ---------------------------- | ---------------- | -------------------------- | ------------------ | ------------------------ |
| 2013             | The entrepreneurial state | De ondernemende staat        | 2015             | Uitgeverij Nieuw Amsterdam | ISBN 9789046819302 | Sophie Verburgh (Red.)   |
| 2018             | The value of everything   | De waarde van alles          | 2018             | Uitgeverij Nieuw Amsterdam | ISBN 9789046823798 | Ed Lof                   |
| 2021             | Mission economy           | Moonshot                     | 2021             | Uitgeverij Nieuw Amsterdam | ISBN 9789046827406 | Ed Lof                   |
| 2023             | The Big Con               | De consultancy industrie     | 2023             | Uitgeverij Nieuw Amsterdam | ISBN 9789046831373 | Ed Lof en Joost Pollmann |